# Weiden-Blütenspanner
Der Weiden-Blütenspanner (Eupithecia tenuiata), zuweilen auch Salweiden-Blütenspanner genannt, ist ein Schmetterling (Nachtfalter) aus der Familie der Spanner (Geometridae). Das Artepitheton basiert auf dem lateinischen Wort tenius mit der Bedeutung „zart“ und bezieht sich auf die kleine, zarte Erscheinung der Falter.

## Merkmale

### Falter
Die Falter erreichen eine Flügelspannweite von 14 bis 19 Millimetern und zählen damit zu den kleinen Blütenspannerarten. Sämtliche Flügel besitzen eine graugelbe bis aschgraue Grundfarbe. Frisch geschlüpfte Exemplare zeigen einen deutlichen schwarzbraunen Diskalfleck auf der Vorderflügeloberseite, der von der inneren Querlinie umschlossen ist, die wurzelwärts rechtwinkelig abknickt. Weitere Querlinien heben sich nur undeutlich ab. Der Apex ist stark gerundet.

### Raupe, Puppe
Die Raupen sind hellbraun bis grünlich gefärbt und zeigen eine dunkelbraune Rückenlinie sowie gleichfarbige meist doppelte, unterbrochene Seitenstreifen.
Die Puppe ist bernsteinfarben, die Flügelscheiden schimmern oftmals leicht grünlich. Der Kremaster ist mit insgesamt acht Hakenborsten versehen.

### Ähnliche Arten
Bei frisch geschlüpften Faltern des Feldahorn-Blütenspanners (Eupithecia inturbata) heben sich die Querlinien deutlich ab, die innere ist nur geringfügig abgeknickt. Der Apex ist weniger stark gerundet.
Bei abgeflogenen Exemplaren ist eine eindeutige Bestimmung oft nur mittels einer  genitalmorphologischen Untersuchung zu erreichen.

## Verbreitung und Vorkommen
Die Verbreitung der Art erstreckt sich von Westeuropa einschließlich der Britischen Inseln über Mittel- und Nordeuropa, Polen und die Baltischen Staaten bis zum Kaukasus. Im Süden wurde sie auch in Italien und Spanien nachgewiesen. Die Art besiedelt in erster Linie Bruch- und Auwälder, Flussufer und Feuchtgebiete.

## Lebensweise
Die dämmerungs- und nachtaktiven Falter fliegen in den Monaten Juni bis August. In der Nacht fliegen sie nur selten künstliche Lichtquellen oder Köder an. Die Weibchen legen die Eier einzeln in die Rindenritzen von Zweigen verschiedener Weidenarten (Salix), wo sie überwintern. Die Raupen schlüpfen im Frühjahr des folgenden Jahres und ernähren sich von Weidenkätzchen, in denen sie sich auch verstecken. Dabei werden die männlichen Weidenkätzchen eindeutig bevorzugt. Die wahrscheinlichste Erklärung für dieses Verhalten ist die Tatsache, dass die Raupen mit dem Verblühen der Kätzchen ausgewachsen sind, die genau zu diesem Zeitpunkt (mit den Raupen als Passagier) zu Boden fallen. Die Raupen verpuppen sich stets an oder in der Erde. Weibliche Kätzchen verbleiben hingegen länger am Baum. Die dort lebenden verpuppungsreifen Raupen müssten also, um den Boden zu erreichen sich ungeschützt fallen lassen, sich an einem Seidenfaden abseilen oder einen längeren Fußweg zum Boden auf sich nehmen. Als Nahrungspflanzen der Raupen werden verschiedene Weidenarten genannt, in erster Linie Sal-Weide (Salix caprea), Grau-Weide (Salix cinerea) oder Ohr-Weide (Salix aurita).

## Gefährdung
Der Weiden-Blütenspanner kommt in Deutschland meist verbreitet und zahlreich vor und wird auf der Roten Liste gefährdeter Arten als „nicht gefährdet“ eingestuft.